# Nelkenzigarette

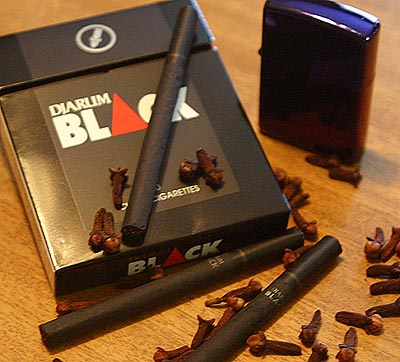
Nelkenzigaretten des Herstellers Djarum, dem drittgrößten hinter Gudang Garam und Sampoerna

Nelkenzigaretten (indonesisch: Kretek) sind Zigaretten, die neben Tabak geschrotete Gewürznelken (zur Bestimmung der Inhaltsstoffe siehe dort den Abschnitt Analytik) enthalten. Der indonesische Tabak wird zur Geschmacksverfeinerung zusätzlich mit Kräuter- und Fruchtextrakten sauciert. Der Name Kretek leitet sich von dem knackenden Geräusch beim Abbrand der Nelken her. Diese Zigaretten werden überwiegend in Indonesien hergestellt.
Kreteks wurden um 1880 von Haji Jamhari in der Stadt Kudus erstmals produziert. Der Wirkstoff Eugenol, der in Gewürznelken enthalten ist, sollte sein Asthma lindern. Tatsächlich hörten Jamharis Lungenprobleme auf und er begann damit, seine Erfindung in seinem Dorf zu vermarkten.

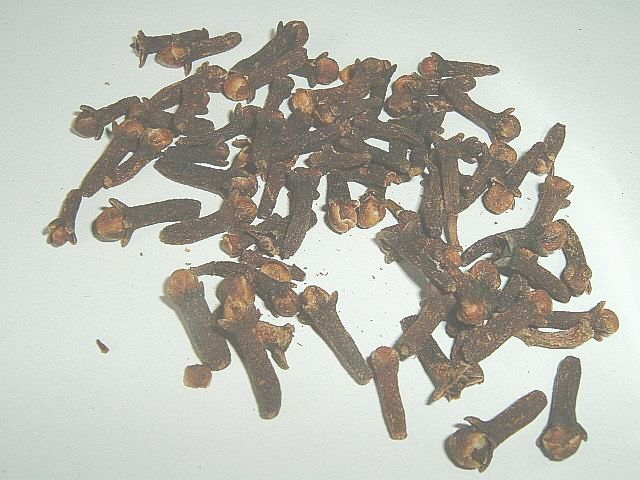
Grob gemahlene Gewürznelken sind ein namensgebender Bestandteil der Zigaretten.

In den Vereinigten Staaten sind Nelkenzigaretten noch umstrittener als gewöhnliche Zigaretten. So gilt in den USA seit dem 22. September 2009 ein generelles Verkaufsverbot von Kreteks. Dieses wird damit gerechtfertigt, dass vor allem durch Kreteks Jugendliche zum Rauchen verleitet würden. Der Konsum bleibt allerdings legal und erfolgt weiterhin mit aus Kanada bezogenen Zigaretten, bei denen schon vor dem amerikanischen Verbot deutlich höhere Nikotin- und Teer-Werte gemessen wurden (bis zu 76 mg Teer und 3,4 mg Nikotin).
Die Nikotin- und Teergehalte von Nelkenzigaretten sind sehr hoch und betragen in Europa meist die höchsten legalen Werte (aktuell 1,0 mg Nikotin / 10 mg Teer). Nelkenzigaretten sind zumindest so gesundheitsschädlich wie herkömmliche Zigaretten, ob sie noch schädlicher sind, ist nach wie vor umstritten. Mit Inkrafttreten der neuen EU-Tabakrichtlinie wurde der Verkauf von Nelkenzigaretten europaweit verboten. In Deutschland werden Nelkencigarillos mit Tabakdeckblatt angeboten, welche nicht unter die Tabakrichtlinie fallen und somit frei verkäuflich sind.
In der Schweiz ist der Verkauf nach wie vor erlaubt.
Bekannte, in Europa erhältliche Kretekmarken sind Gudang Garam, Djarum und Sampoerna.